# Рождество в борделе
«Рождество в борделе» (норв. Julaften i bordell) — картина норвежского художника Эдварда Мунка, написанная маслом на холсте. Работа, выполненная в экспрессионистской манере, была закончена в 1903—1904 годах и ныне хранится в Музее Мунка в Осло.

## История
«Рождество в борделе» было написано в тяжёлый для художника период. Причиной его был срыв в Гамбурге заказа на портрет сенатора и очень богатого виноторговца Гольтгузена, на которой был женат Макс Линде, покровитель Мунка. Произошёл он из-за разногласий между ними. В итоге Мунк страдал от беспокойства, с которым пытался справиться с помощью алкоголя.
Картина, по всей видимости, была написана Мунком после посещения им публичного дома в Любеке, куда он приехал из Гамбурга, чтобы встретить праздники с семьёй Линде. В бордель он отправился сразу же по прибытии в город, по мнению биографа Атле Нэсса, чтобы «смыть с себя всякий след идиллии» и с «невинным намерением порисовать». «Рождество в борделе» получилось «лёгкой, но меланхоличной» картиной, на которой работницы только что закончили украшать рождественскую ёлку. На полотне также изображён одинокий гость публичного дома, а на переднем плане — мадам с сигаретой, читающая книгу, может быть, «Новый завет». «Ироничная, сентиментально порочная» картина интерпретируется и как отсылка к семейному дому Линде, принадлежащему к высшим слоям общества, и как к собственной «благочестивой домашней обстановке» в семье у Мунка. Как и другие картины того же периода, «Рождество в борделе» демонстрирует связь Мунка с фовизмом. Проституция была одна из излюбленных тем в творчестве художника, и одна отдельная комната в немецком борделе позднее вдохновила его на создание целой серии картин под названием «Зелёная комната».
В 1909 году Мунк был вынужден снять наряду с картиной «Купидон» и «Рождество в борделе», вызывавшее споры, с выставки, организованной в Бергене. Впрочем, сам художник изначально скептически относился к этому норвежскому городу, считая его родиной «бездарного искусства, въевшегося словно плесень даже в окружающие его горы».